# Commanderie des Loges
La commanderie des Loges vient de la donation, en avril 1199, faite par Walleran Vestrion aux Hospitaliers de l'ordre de Saint-Jean de Jérusalem de ce qu'il possédait aux Loges avec les droits de justice et de seigneurie,.
La commanderie des Loges du prieuré hospitalier de Saint-Jean de Latran rapportait en 1356 cinq muids de grain, en 1757 750 livres et en 1783 1 590 livres.

## Sources
- Eugène Mannier, Les commanderies du grand prieuré de France d'après les documents inédits conservés aux archives nationales à Paris, Paris, 1872 (lire en ligne)